# Erdélyi Monografia
Erdélyi Monografia Várady Aladár és Berey Géza szerkesztésében Szatmáron 1935-ben megjelent életrajzi lexikon. A who's who (ki kicsoda) típusú repertórium 616 hasábja az előszó szerint "a mai Erdély közművelődési keresztmetszete"; főleg Szatmár és Nagybánya vidékére vonatkozóan hasznos kézikönyv, magyar és román közéleti emberek életrajzi adatait tartalmazza.